# ドモジェドヴォ空港爆破事件
ドモジェドヴォ空港爆破事件（ドモジェドヴォくうこうばくはじけん、Domodedovo International Airport bombing）は、2011年1月24日、ロシア連邦のモスクワ州にあるドモジェドヴォ空港で起きた自爆テロ事件である。
これによって37人が死亡、173人が負傷した。

## 自爆テロ
1月24日モスクワ時間午後4時32分、ドモジェドヴォ空港の国際線着陸ターミナルでベルトにTNT換算で5kgの爆発物を身につけた男による自爆テロが発生、37人が死亡、ロシア人以外にタジキスタン、ナイジェリア、ドイツ、スロバキア、モルドバ、フランス、イタリア国籍の人々など173人が負傷した。この爆発で空港ターミナルビルには黒煙が立ち込めた。
1月29日、ロシアの捜査当局はインタファクス通信に対して北カフカス出身の20歳の男による実行と断定したが、ウラジーミル・プーチン首相はチェチェンの分離独立派武装勢力が関与したかどうかについては否定的な見方を示していた。
2月、チェチェン分離独立派武装勢力のカフカース首長国のアミールのドク・ウマロフが、イスラム系ウェブサイト「カフカース・センター」で犯行声明を出し、北カフカス地方のロシアからの独立とイスラム国家の建設を目指して今後も「特殊作戦」（テロ）を続けることを表明した。

## 各国の反応
ロシアのドミートリー・メドヴェージェフ大統領は被害者に対する哀悼の意を述べるとともにスイスのダボスで開かれる世界経済フォーラムへの出席を遅らせた。またダボスでは国際社会のテロとの戦いへの団結を呼びかけた。
 モンゴルのウランバートルで開催されていた第19回アジア太平洋議員フォーラムに出席していたセルゲイ・ミロノフ上院議長はフォーラムへの出席を切り上げてモスクワへ出発した。
ロシア・NATO理事会は「テロリズムとの戦いで肩を並べて立ってゆく」との声明文を表した。
 アメリカ合衆国のバラク・オバマ大統領は「ロシアの人々に対する非道なテロを強く非難する」と述べた。
 日本の菅直人首相、韓国の李明博大統領、中国の胡錦濤国家主席は犠牲者への追悼の意を述べるとともにいかなる理由があってもテロは許されないとコメントした。
また潘基文国連事務総長もテロを非難するとともに犠牲者に対する慰問の意を表明した。
イングーシ共和国のユヌス＝ベク・エフクロフ首長はカフカス勢力が関与しているという見方を示した。

## 事件の影響
同空港の到着ロビーには出迎え客に対する警備員による荷物検査が行われておらず、金属探知機を通過する必要のない出入り口があるなどの構造的な欠陥があった。ロシア内務省内における公共交通機関、公共の場の警備に関わる組織の責任者、職員の活動を見直しする必要性について捜査委員会の報道官が述べた。またロシア下院はテロ対策修正法案の審議を行った。
モスクワ市長のセルゲイ・ソビャーニン、モスクワ州知事のボリス・グロモフは事件の翌々日、1月26日を服喪の日と決定した。

## 犠牲者
7ヶ国の外国人を含む35人が亡くなった。この中にはオデッサからやってきたウクライナの脚本家のアンナ・ヤブロンスカヤも含まれていた。1月27日、犠牲者に対する追悼式典がモスクワ市内で行われた。埋葬費用は全てモスクワ市が負担し、遺族には200万ルーブル、重傷者には150万ルーブル、軽傷者には100万ルーブルが支給された。
| 国籍           | 死亡 | 負傷 |
| -------------- | ---- | ---- |
| ロシア         | 15   | 58   |
| タジキスタン   | 1    | 4    |
| イギリス       | 1    | 1    |
| ドイツ         | 1    | 1    |
| ウズベキスタン | 1    | 1    |
| オーストリア   | 1    |      |
| キルギス       | 1    |      |
| ウクライナ     | 1    |      |
| ナイジェリア   |      | 2    |
| スロバキア     |      | 2    |
| フランス       |      | 1    |
| イタリア       |      | 1    |
| モルドバ       |      | 1    |
| セルビア       |      | 1    |
| パレスチナ     |      | 1    |
| 不明           | 13   | 13   |
| 合計           | 35   | 87   |